# Гунжур
Гунжур — небольшой прибрежный город на юго-западе Гамбии в районе Южный Комбо, Западный округ.

## Население
По состоянию на 2009 год в Гунжуре проживало 17 520 человек, а в 2013 году — уже 22 244 человека.

## Климат
Гунжур находится в районе тропического саванного климата (Aw). С ноября по май здесь сезон дождей, а с июня по октябрь — сухой сезон.
| Месяц                          | Янв. | Февраль | Мар  | Апрель | Май  | Июнь | Июль | Август | Сентябрь | Октябрь | Ноябрь | Декабрь | Год   |
| ------------------------------ | ---- | ------- | ---- | ------ | ---- | ---- | ---- | ------ | -------- | ------- | ------ | ------- | ----- |
| Средняя высокая °C             | 31.5 | 32.8    | 33.6 | 32.5   | 31.7 | 31.5 | 30.3 | 29.8   | 30.3     | 31.6    | 32.2   | 31.0    | 31.6  |
| Среднесуточное значение °C     | 23.5 | 24.4    | 25.5 | 25.5   | 26.0 | 27.0 | 26.8 | 26.3   | 26.4     | 26.9    | 25.8   | 23.6    | 25.6  |
| Средний низкий °C              | 15.5 | 16.0    | 17.5 | 18.6   | 20.4 | 22.5 | 23.3 | 22.9   | 22.6     | 22.2    | 19.5   | 16.2    | 19.8  |
| Среднее количество осадков, мм | 0    | 0       | 0    | 0      | 2    | 65   | 234  | 383    | 260      | 77      | 2      | 1       | 1,024 |
| Источник:                      |      |         |      |        |      |      |      |        |          |         |        |         |       |

## Экономика
В Гунжуре находится китайская фабрика по производству рыбной муки, которая ежедневно перерабатывает несколько сотен тонн рыбы, выловленной местными жителями в море.

## Достопримечательности
В окрестностях города, в долине Кумар, располагаются священные камни, больше известные под названием Кенье-Кенье Джаманго, а также культовая площадь Тенгворо. В древности здесь было молитвенное капище.

## Города-побратимы
С 1982 года Гунжур сотрудничал с городом Марлборо в Великобритании, но в июле 2013 года власти Гамбии запретили сотрудничество.